# ハンナ・シーガル
ハンナ・シーガル（英: Hanna Segal 、1918年8月20日 - 2011年7月5日）は、イギリスの精神分析家。メラニー・クラインの後継者である。
精神分析においてシーガルの仕事はクラインの仕事を継承・発展させた。
ポーランドのウッチ出身。ユダヤ系であったため、1939年、ナチス・ドイツの迫害から逃れ、スイスとフランスを経由してイギリスに渡った。

## 関連人物
- メラニー・クライン
- ウィルフレッド・ビオン